# Sultana (okręg Călărași)
Sultana – wieś w Rumunii, w okręgu Călărași, w gminie Mânăstirea. W 2011 roku liczyła 1055 mieszkańców.